# Talsperre Baysh
Die Talsperre Baysh (arabisch سد وادي بَيْش, DMG Sadd Wādī Baiš) liegt im Wadi Baisch in der Provinz Dschāzān, Saudi-Arabien. Sie ist die höchste Talsperre in Saudi-Arabien. Die Stadt Baisch befindet sich ungefähr 33 km südöstlich der Talsperre.
Die türkische Baufirma Yüksel wurde mit der Errichtung der Talsperre beauftragt, der Vertrag dafür wurde am 14. April 2003 unterzeichnet. Der Bau wurde am 17. Mai 2009 fertiggestellt. Die Talsperre dient neben dem Hochwasserschutz auch der Bewässerung und dem Auffüllen eines Grundwasserreservoirs. Sie ist im Besitz des Ministry of Water and Electricity (MOWE) und wird auch von MOWE betrieben.

## Absperrbauwerk
Das Absperrbauwerk ist eine Gewichtsstaumauer aus Beton mit einer Höhe von 106 (bzw. 120) m über der Gründungssohle (74 m über dem Flussbett). Die Länge der Bauwerkskrone beträgt 340 m. Die Staumauer ist an der Basis 79,5 m breit. Das Volumen der Staumauer umfasst 675.000 m³. Das Fundament liegt auf einer Höhe von 233 m über dem Meeresspiegel.
In der Staumauer befinden sich Kontrollgänge, die der Überwachung (z. B. bzgl. horizontaler oder vertikaler Bewegung der Staumauer) dienen. Die Staumauer verfügt sowohl über einen Grundablass als auch über eine Hochwasserentlastung. Über die Hochwasserentlastung können maximal 8.186 m³/s abgeleitet werden.

## Stausee
Bei Vollstau erstreckt sich der Stausee über eine Fläche von rund 8,09 km² und fasst 193 Mio. m³ Wasser. Das Einzugsgebiet des Wadis bis zur Staumauer beträgt 4.843 km². Der mittlere jährliche Zufluss in den Wadi beträgt 74 Mio. m³.

## Sonstiges
Die Gesamtkosten für das Projekt betrug 198 Mio. SAR.
Im Jahre 2010 wurden durch die Talsperre mehr als 200 Mio. m³ zurückgehalten, wovon 50 Mio. m³ für Bewässerungszwecke verwendet wurden. Die 200 Mio. m³ entsprechen der 5-fachen Jahresproduktion der Entsalzungsanlage von Shuqaiq. Täglich werden dem Stausee 200.000 m³ Wasser entnommen; die Kosten einer Entsalzungsanlage mit einer vergleichbaren Jahreskapazität liegen im Jahr bei 300 Mio. SAR. Damit sind die Kosten der Talsperre bereits nach acht Monaten erwirtschaftet.
Der gesamte Wasserverbrauch in Saudi-Arabien lag 2009 bei geschätzten 18,51 Mrd. m³, wovon der überwiegende Teil durch Grundwasser gedeckt wird. Ungefähr 1,4 Mrd. m³ werden jährlich durch insgesamt 302 Stauanlagen zurückgehalten.